# ブラウンの千両役者
『ブラウンの千両役者』(ブラウンのせんりょうやくしゃ、Bright Lights) は、1935年のアメリカ合衆国の映画。 
バスビー・バークレーが監督した。 

## あらすじ
ジョー(ジョー・E・ブラウン)の幸せな結婚は女性相続人がジョーに恋したことで脅かされる。

## 登場人物
- ジョー・ウィルソン：ジョー・E・ブラウン
- フェイ・ウィルソン：アン・ドヴォラック
- クレア・ウィットモア：パトリシア・エリス
- ダン・ウィーラー：ウィリアム・ガーガン
- オスカー・シュレマー：ジョセフ・コーソーン
- JCアンダーソン：ヘンリー・オニール
- ウィルバー：アーサー・トリーチャー
- ウェリントン：ゴードン・ウェスコット
- 郵便局の客：ジョセフ・クレハン
- 刑事：ウィリアム・デマレスト
- アクロバット：マクセロズ